# 神經內分泌腫瘤
神經內分泌腫瘤（英語：Neuroendocrine tumor，縮寫：NET），一種由內分泌系統與神經系統的細胞，所形成的腫瘤，其良惡性與分化程度相關，相對較良性者，有時稱“類癌”。
神經內分泌腫瘤大多數相對良性，但也可見性質不明或惡性的腫瘤。它大多數出現在胰臟、小腸等腸胃道器官，或是肺臟，但也可能出現在身體任何部份。確切成因不明，目前只知或許和體內染色體基因的突變有關。這種腫瘤初期可能沒有症狀或是非常輕微、無特異性，通常被當作一般病痛，確診的時間需時5-7年，等到發現時已經發生轉移或出現癌症症狀，往往為時已晚。

## 症狀
視乎腫瘤所在位置，可發生咳嗽，氣喘，慢性腹瀉，反覆性胃潰瘍，發熱，心悸，熱潮紅，皮膚炎，盜汗，低血糖、極度飢餓等症狀。

## 資料來源
1. ↑  . 李宜霖胃腸肝膽科.   [2024-02-11]. （原始内容存档于2021-01-15） （中文（臺灣））.